# Аляска (полуостров)
Полуостров Аляска (на английски: Alaska Peninsula) е полуостров в югозападната част на щата Аляска, простиращ се на около 700 km от североизток на югозапад между Бристълския залив на Берингово море на северозапад и север и Тихия океан на изток, югоизток и юг. Границата му с континента преминава от устието на река Квичак (изтича от езерото Илиамна) на запад до върха на залива Камишак на изток. На югозапад тесния (660 m) Исаноцки проток го отделя о остров Унимак, най-източния от Алеутските острови, а на югоизток протока Шелихов – от островите Кодиак и Афогнак. Ширината му варира от 170 km, на североизток до 10 km на югозапад.
Източните, югоизточните и южните му брегове са предимно високи, стръмни, планински изпъстрени с множество малки заливчета и полуострови, докато северните и северозападните са предимно ниско, плоски, заблатени. Тук дълбоко в сушата се вдава залива Молер. По цялото протежение на полуострова, основно покрай неговия източен, югоизточен и южен бряг се простира Алеутския хребет, върховете на който представляват действащи (вулкана Катмай 2047 m) или угаснали вулкани. Най-високата му точка вулкана Вениаминов (2507 m) се издига в централната част на полуострова. Северната и северозападната част на полуострова е равнинна, силно заблатена, с множество малки езера, покрита със субарктични ливади.
Климатът на полуостров Аляска е субарктичен морски, преходен към умерен морски. Средните зимни температури варират от -11°С в планините до 1°С по крайбрежието, а средните летни са съответно от 6°С до 15°С. годишната сума на валежите варира от 610 mm по северното крайбрежие до 1650 mm в планините и на югоизток. В основата на полуострова (на североизток) а разположени големите езера Накнек, Бочаров и Угашик. Растителността е предимно тундрова.
Населението на полуострова се занимава основно с промишлен риболов и добив на ценни животински кожи. То е съсредоточено в няколко малки населени места, разположени предимно по крайбрежието: Накнек, Кинг Салмон, Егегик, Порт Хайдн (по северозападния бряг); Чигник, Перивил, Голд Бей (по южния бряг).